# Ňárad
Ňárad (maďarsky Csiliznyárad, do roku 1907 Nyárad) je obec v jižní části Žitného ostrova v okrese Dunajská Streda na jihozápadním Slovenska. V obci je novodobý římskokatolický kostel Narození Panny Marie.

## Historie
Místo je poprvé písemně zmíněno v roce 1468 jako Nyarad. V roce 1828 zde bylo 67 domů a 430 obyvatel, jejichž hlavním zdrojem příjmů bylo zemědělství. V roce 1850 způsobila v obci velké škody povodeň. Do roku 1918 bylo území obce součástí Uherska. Na základě první vídeňské arbitráže bylo území obce v letech 1938 až 1945 součástí Maďarska. V letech 1927 až 1938 a v letech 1945 až 1948 se obec nazýval Čilizský Ňárad. V letech 1948 až 1990 se obec nazývala Topoľovec.
Při sčítání lidu v roce 2011 žilo v Ňáradu 651 obyvatel, z toho 602 Maďarů, 38 Slováků a pět Čechů.